# Mashraf Rajmel Mashraf
Mashraf Rajmel Mashraf (tiếng Ả Rập: المشرف رجم المشرف) là một ngôi làng Syria nằm ở Al-Tamanah Nahiyah ở huyện Maarrat al-Nu'man, Idlib. Theo Cục Thống kê Trung ương Syria (CBS), Mashraf Rajmel Mashraf có dân số 354 người trong cuộc điều tra dân số năm 2004.